# Williams (Australia)
Williams – miasto w Australii, w stanie Australia Zachodnia.